# Vitória Sport Clube 2018-2019
Questa voce raccoglie le informazioni riguardanti il Vitória Sport Clube nelle competizioni ufficiali della stagione 2018-2019.

## Rosa
| N. |                       | Ruolo | Calciatore         |
| -- | --------------------- | ----- | ------------------ |
| 1  | Brasile (bandiera)    | P     | Douglas Jesus      |
| 2  | Brasile (bandiera)    | D     | Pedrão             |
| 5  | Brasile (bandiera)    | C     | Rafa Soares        |
| 6  | Portogallo (bandiera) | D     | João Afonso        |
| 7  | Brasile (bandiera)    | A     | Welthon            |
| 8  | Portogallo (bandiera) | C     | Pepê               |
| 9  | Portogallo (bandiera) | A     | Alexandre Guedes   |
| 10 | Portogallo (bandiera) | C     | João Carlos        |
| 11 | Portogallo (bandiera) | C     | André André        |
| 15 | Venezuela (bandiera)  | D     | Víctor Hugo García |
| 16 | Brasile (bandiera)    | C     | Mattheus Oliveira  |
| 17 | Mali (bandiera)       | D     | Falaye Sacko       |
| 19 | Colombia (bandiera)   | A     | Sebastián Rincón   |
| 20 | Portogallo (bandiera) | C     | Tó Zé              |
| 21 | Francia (bandiera)    | D     | Florent Hanin      |
| 22 | Portogallo (bandiera) | A     | Hélder Ferreira    |

| N. |                           | Ruolo | Calciatore         |
| -- | ------------------------- | ----- | ------------------ |
| 23 | Nuova Zelanda (bandiera)  | C     | Tyler Boyd         |
| 24 | Venezuela (bandiera)      | C     | Yordan Osorio      |
| 25 | Ghana (bandiera)          | C     | Alhassan Wakaso    |
| 26 | Colombia (bandiera)       | A     | Oscar Estupiñán    |
| 27 | Portogallo (bandiera)     | C     | Chico Ramos        |
| 30 | Paesi Bassi (bandiera)    | C     | Ola John           |
| 36 | Portogallo (bandiera)     | P     | Miguel Oliveira    |
| 43 | Ghana (bandiera)          | C     | Joseph Amoah       |
| 46 | Portogallo (bandiera)     | D     | Frederico Venâncio |
| 49 | Costa d'Avorio (bandiera) | A     | Gadji Tallo        |
| 56 | Portogallo (bandiera)     | P     | Miguel Silva       |
| 67 | Cina (bandiera)           | D     | Huang Wei          |
| 91 | Brasile (bandiera)        | C     | Davidson           |
| 93 | Colombia (bandiera)       | C     | Guillermo Celis    |
| 98 | Brasile (bandiera)        | D     | Dodô               |